# Kartografické dílo
Kartografické dílo je souhrnné označení pro mapy a mapám příbuzná zobrazení.
Základní dělení kartografických děl:
- díla rovinná (mapy)
- díla prostorová (glóby)

## Mapy a mapová díla
Mapa je zmenšený generalizovaný konvenční obraz Země, nebeských těles, kosmu či jejich částí, převedený do roviny pomocí matematicky definovaných vztahů (kartografickým zobrazením), ukazující podle zvolených hledisek polohu, stav a vztahy přírodních, socioekonomických a technických objektů a jevů. (ČSN 730402 /národní definice/)

### Dělení map
Mapy dělíme podle:
1. Podle měřítka:
- mapy velkých měřítek
- mapy středních měřítek
- mapy malých měřítek

| Měřítko              | velké        | střední                     | malé           |
| -------------------- | ------------ | --------------------------- | -------------- |
| Geografické hledisko | do 1:200 000 | od 1:200 000 do 1:1 000 000 | od 1:1 000 000 |
| Geodetické hledisko  | do 1:5 000   | od 1:5 000 do 1:200 000     | od 1:200 000   |

2. Podle obsahu:
- mapy se všeobecným obsahem

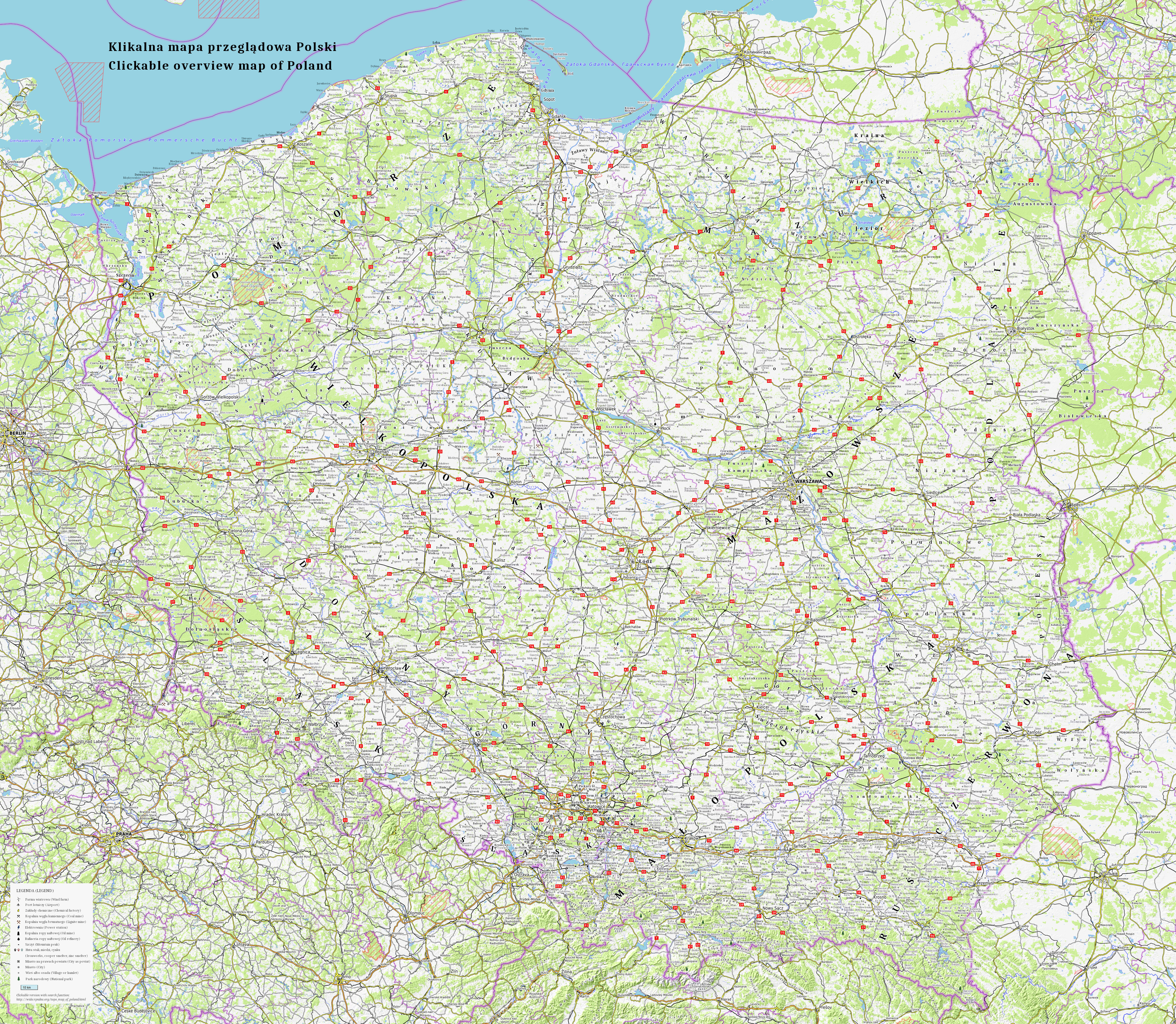
Topografická mapa Polska

  - topografické – do měřítka cca 1 : 1 000 000, velmi podrobné, malý (zanedbatelný) vliv zkreslení
  - obecně zeměpisné (všeobecně geografické) – vysoká míra generalizace, velký vliv zkreslení
- tematické
  - fyzickogeografické – geologické, geomorfologické, hydrologické, klimatické, půdní…
  - socioekonomické – dopravy, průmyslu, zemědělství, obyvatelstva, politické, administrativní…
  - další – životního prostředí…

3. Podle účelu:
- mapy pro národní hospodářství (státní mapová díla)
- pro výuku (atlasové, nástěnné, příruční)
- vojenské
- pro vědu, kulturu a osvětu (mapy dopravy, geologické mapy…)
- mapy pro orientaci a sport (turistické, cyklistické, automapy, plány měst…)
- pro propagační účely (reklamní)

4. Podle zobrazeného území:

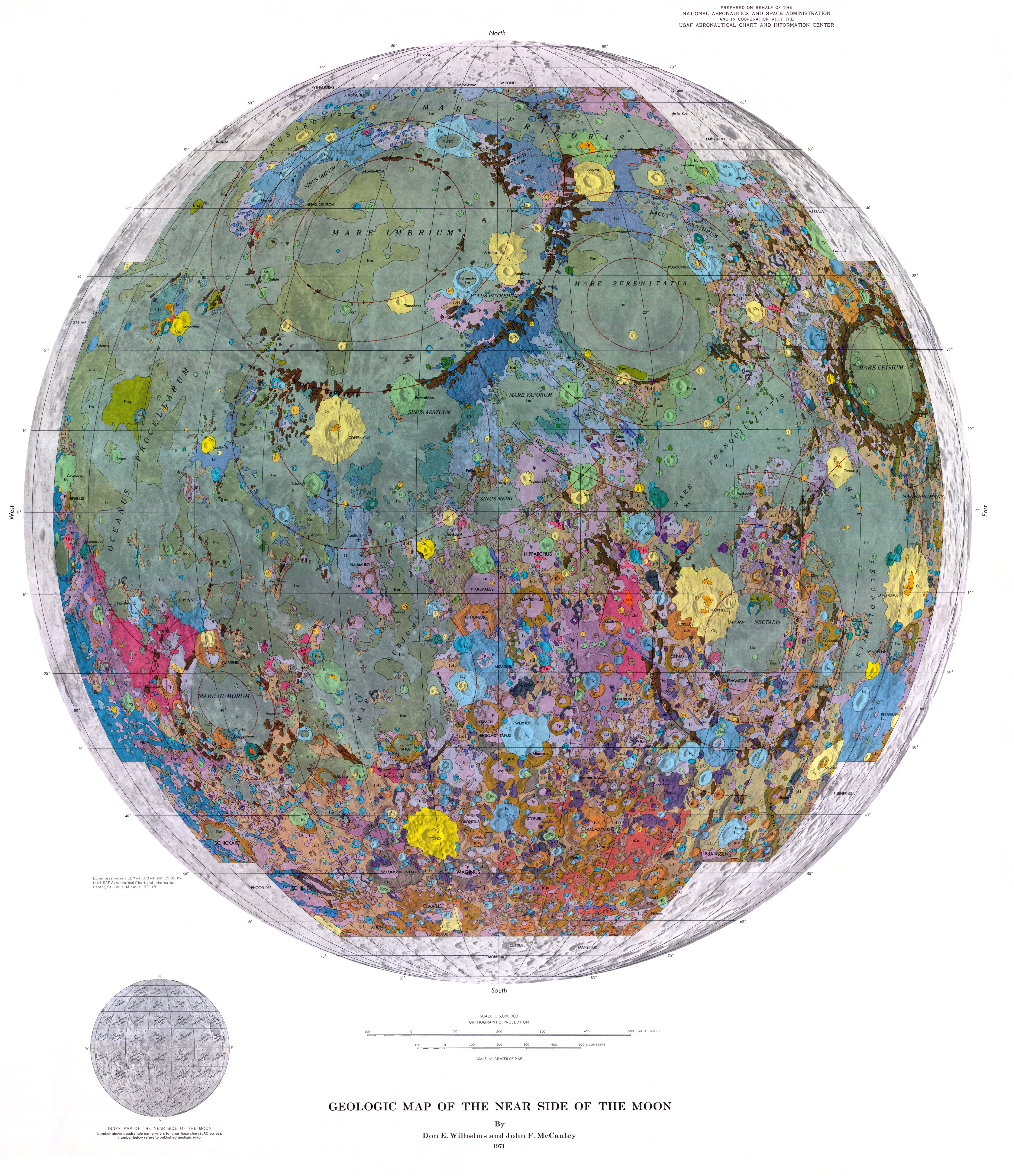
Geologická mapa přivrácené strany Měsíce

- mapy Země – planisféry, hemisféry, mapy kontinentů…
- mapy mimozemských těles – Měsíce, planet a měsíců,
- mapy hvězdné (mapy hvězdné oblohy),
- mapy neexistujících území (Středozemě…)

5. Podle počtu mapových listů:
- Samostatná mapa
- Mapové dílo (soubor map vyhotovený a uspořádaný podle jednotné koncepce, který pokrývá určité území a má jednotné měřítko, jednotný rozměr mapových listů a území pokrývá souvisle)
- Mapový soubor (soubor map vyhotovený a uspořádaný podle jednotné koncepce, který pokrývá určité území (není nutné stejné měřítko u všech map ani souvislé pokrytí území)
- Atlas (systematicky uspořádané soubory map zpracované jako celek podle jednotného řídícího záměru)

6. Podle formy záznamu:
- analogové mapy
- fotomapy (získané úpravou leteckých snímků nebo metodami DPZ)
- reliéfní mapy (plastické mapy)
- tyflomapy (mapy pro nevidomé a slabozraké)
- digitální mapy
- (mentální mapy)

7. Podle způsobu vzniku:
- Původní (vznik na základě přímého mapování)
- Odvozené (zpracované z podkladů existujících map)

8. Podle časového hlediska:

Mapa s předpovědí vývoje teploty v USA

- statické (zobrazují předměty a jevy k určitému datu)
- dynamické (zachycují vývoj v čase, v časové řadě)
- prognostické (odhadují vývoj jevu v budoucnosti)

Další:
- panoramatické mapy (v perspektivním, axonometrickém nebo jiném zobrazení poskytující panoramatický pohled na zobrazované území; aby se panoramatický obraz mohl považovat za mapu, musí obsahovat mapové znaky, např. turisticky zajímavých objektů)
- blokdiagram

### Mapa a plán
Plán je zmenšený pravoúhlý průmět malé části zemského povrchu a s ním spojených objektů do roviny. Nepočítá se zakřivením Země, neobsahuje zpravidla výškopis a polohopis se omezuje na obrysové čáry zájmových objektů. Plány bývají vyhotoveny ve velkém měřítku. Vzdálenosti na zemském povrchu můžeme sice považovat za vodorovné do velikosti území cca 700 km2, bohužel toto neplatí pro výšky.

## Glóby

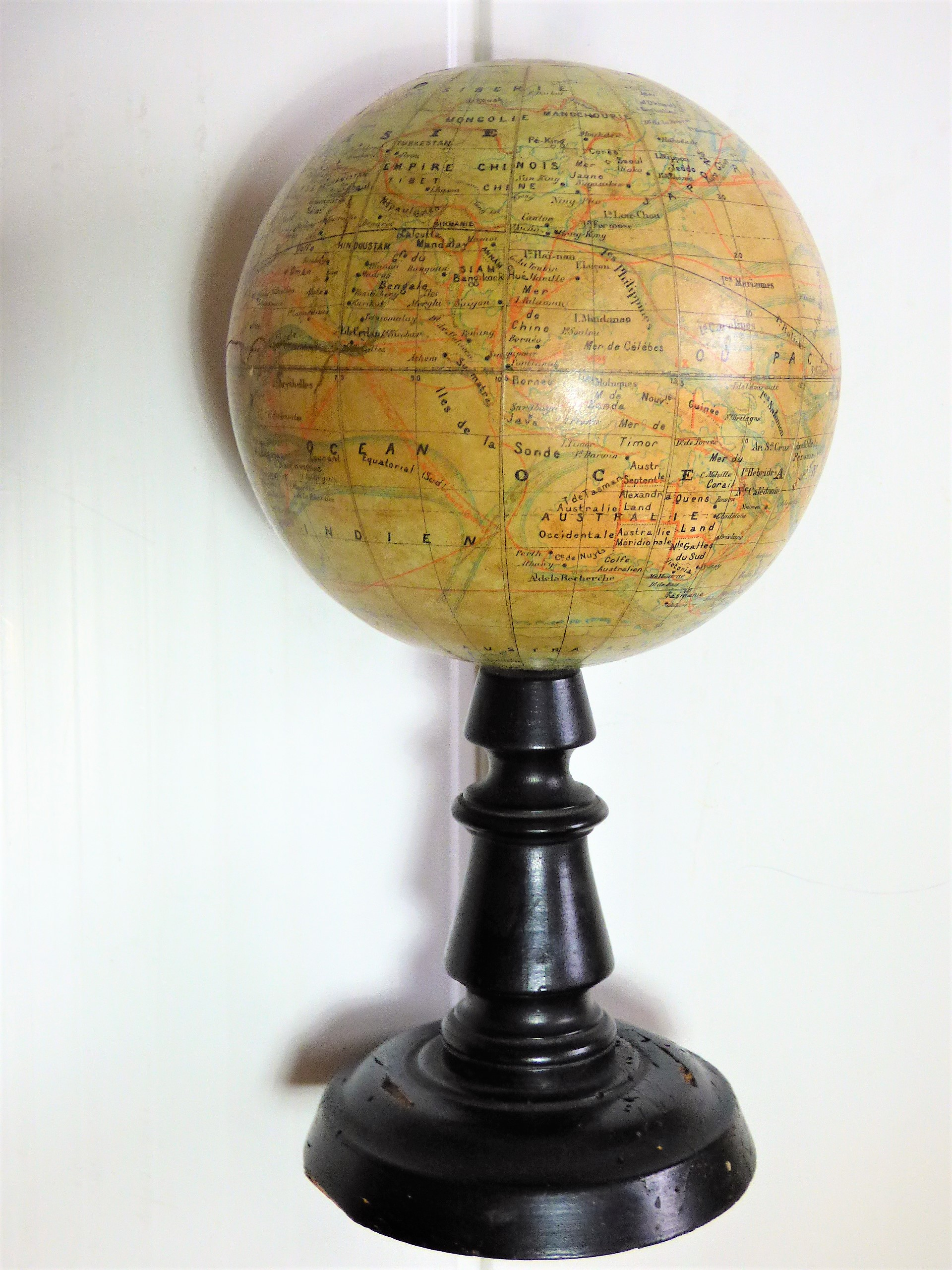
Glóbus francouzského geografa a kartografa Josepha Foresta

Glóbus (lat. globus, koule) je v kartografii obvykle otáčivý model naší planety (terestrický glóbus), Měsíce nebo i jiné planety. Poměr mezi poloměrem glóbu a poloměrem referenční koule se nazývá číselné měřítko glóbu. Může však také představovat pohled na hvězdnou oblohu jako na kouli viděnou zvenčí (nebeský glóbus).